# Parafia wojskowa św. Jana z Dukli w Śremie
Parafia wojskowa św. Jana z Dukli w Śremie – parafia wojskowa w Dekanacie Sił Powietrznych Ordynariatu Polowego Wojska Polskiego (do 27 czerwca 2011 roku parafia należała do Dekanatu Sił Powietrznych Północ). Proboszczem do końca września 2013 roku był odznaczony Orderem „MILITO PRO CHRISTO” ks. ppłk Krzysztof Górski COr. Po nim do 2016 r. funkcję proboszcza pełnił  ks. kmdr ppor. Paweł Wójcik. Jego następcą do sieprnia 2024  był   ks. mjr Grzegorz Bechta. Od sierpnia 2024 proboszczem parafii jest ks. płk. Marek Kwieciński. 

## Nabożeństwa
- Msze Święte:
  - niedziele: 9:00, 11:00
  - wtorek, środy, piątki i soboty: 17:00
  - czwartki: 8:00